# Pluralizem
Pluralizem je v najširšem smislu priznavanje in odobravanje različnosti oz. raznolikosti. Pojem se uporablja na različnih področjih v različne namene. Na političnem področju pomeni priznavanje različnih interesov in prepričanj oz. stališč državljanov in je ena najpomembnejših značilnosti moderne demokracije.  
Zagovorniki pluralističnega pristopa zagovarjajo demokratične politične sisteme, ki so se najprej izoblikovali v ZDA in zahodni Evropi. Prepričani so namreč, da so najboljši način, s katerim lahko državljani in državljanke vplivajo na oblikovanje in izvajanje državne oblasti.
Pluralizem je v najširšem smislu priznavanje in odobravanje različnosti oz. raznolikosti. Posamezniki kot pripadniki različnih skupin in kategorij imajo torej različne in medsebojno tudi konfliktne interese. Vsem pa demokratični politični sistem daje možnost, da se povežejo v politične stranke, interesne skupine, sodelujejo na volitvah in z različnimi drugimi načini poskušajo doseči, da izvoljena državna oblast sprejme odločitve, ki so v njihovem interesu.
Demokratična država je posrednik, ki poskuša upoštevati raznolike in konfliktne interese. Prav zaradi tega pa ni mogoče, da bi vedno ustregla vsem. Vendar zagotavlja določen vpliv vsaki izmed skupin in posreduje med njimi. Nikogar pa ni, ki bi dosegel vse, kar si želi. Družbena moč in oblast sta tako spremenljivi in razpršeni med različne skupine.
Pluralizem elit
Nekateri predstavniki pluralističnega pristopa priznavajo, da posamezniki ne izražajo svojih interesov neposredno, ampak jih zastopajo razmeroma maloštevilni predstavniki. Ti tvorijo elite, torej je družbena moč razpršena med elite. Nobena nima prevladujočega položaja, vendar niso vedno vse enako upoštevane in močne. Tako nenehno poteka tekmovanje med elitami, kar dolgoročno vodi k ravnovesju moči in preprečuje, da bi si katerakoli elita prisvojila oblast in drugim preprečila vstop v politični prostor.
Pluralistični pristop je doživel več kritik. Očitajo mu, da mnogi interesi predvsem ekonomsko šibkejših skupin niso uspešno zastopani.